# ريا شاكرابارتي
ريا شاكرابارتي هي مذيعة وممثلة هندية، ولدت في 1 يوليو 1992 ببنغالور في الهند.

## وصلات خارجية
- ريا شاكرابارتي على موقع IMDb (الإنجليزية)
- ريا شاكرابارتي على موقع قاعدة بيانات الفيلم (الإنجليزية)